# Любить человека
«Любить человека» — советский художественный полнометражный цветной фильм, снятый Сергеем Герасимовым на киностудии имени М. Горького в 1972 году.

## Сюжет
Кинороман о молодых архитекторах, строящих новый город в Сибири (см. Норильск), их тревогах, заботах, победах. Архитектор Дмитрий Калмыков погружен в свою работу настолько, что до 35 лет не успел влюбиться. И вот пришла любовь, началась жизнь вдвоем. Поначалу тут и радость каждодневных открытий, и неумение обращаться с новым и бесконечно дорогим человеком, тут и ревность, и мучительные сомнения. Путь Дмитрия и Марии к гармонии лежит через душевную драму — смерть ребёнка и тяжелую болезнь Марии…

## Прототип героя киноромана
Прообразом архитектора Дмитрия Калмыкова стал известный советский архитектор Александр Иванович Шипков, с которым режиссёр познакомился в Ленинграде.
Многие эпизоды киноленты сняты на фоне проектов архитектора, а герой фильма при обсуждении вопросов, связанных с архитектурой, говорит словами, навеянными перепиской режиссёра с А. И. Шипковым (об этом писал в своей статье «Жизнь. Замысел. Фильм.» режиссёр Сергей Аполлинариевич Герасимов).
Статья была помещена как приложение к киносценарию, изданному отдельной книгой в 1973 году издательством «Искусство».
В декабре 2017 года в Доме архитекторов Санкт-Петербурга  прошла экспозиция проектов А. И. Шипкова «Преображение», приуроченная к VII Международному форуму и 45-й годовщине выхода на экраны фильма «Любить человека». На выставке были показаны отрывки из киноэпопеи.

## В ролях
- Анатолий Солоницын — Дмитрий Андреевич Калмыков
- Любовь Виролайнен — Мария Владимировна Калмыкова
- Тамара Макарова — Александра Васильевна Петрушкова, главный архитектор
- Жанна Болотова — Таня Павлова, архитектор
- Иван Неганов — Иван Семёнович Сарычев
- Михаил Зимин — Михаил Николаевич Богачёв
- Юрий Кузьменков — Юрий Александрович Струмилин
- Юрий Волков — Николай Николаевич Паладьев
- Лев Соколов — Лев Алексеевич Соколов
- Николай Егоров — Алексей Алексеевич Розанов
- Анатолий Панченко — Анатолий Сергеевич
- Николай Ерёменко — Коля Стеценко
- Юрий Гусев — Павлик, бывший жених Тани
- Владимир Дорошев — гость-скептик
- Владимир Кашпур — Расторгуев, прораб
- Валентина Колосова — Галина Николаевна Струмилина
- Надежда Репина — архитекторша
- Анатолий Ромашин — Архангельский, бывший муж Марии
- Ольга Прохорова — Света, молодой архитектор
- Владимир Лемпорт — участник симпозиума

## Съёмки фильма
В фильме показаны работы Диего Риверы и Альфаро Сикейроса, а также сам Альфаро Сикейрос. Показаны здания Мехико, в том числе гостиница «Отель Мексика», которая не была использована по назначению, а позже стала основой для Всемирного торгового центра Мехико.

## Съёмочная группа
- Автор сценария и режиссёр: Сергей Герасимов
- Оператор: Владимир Рапопорт
- Художники-постановщики: Пётр Галаджев, Пётр Пашкевич
- Композитор: Илья Катаев
- Звукооператор: Дмитрий Флянгольц

- Мультипликация:
- Режиссёры: Фёдор Хитрук, Геннадий Сокольский
- Художники-постановщики: Владимир Зуйков, Эдуард Назаров
- Художник-мультипликатор: Мария Мотрук

- Показаны проекты: архитекторов А. И. Шипкова, Е. Шипковой и Я. Трушиньша
- Директор картины: Аркадий Кушлянский

## Награды
- 1973 — Приз за разработку актуальной современной темы — VI Всесоюзный кинофестиваль (Алма-Ата).[5]